# Juana Lahousse-Juárez
Juana Lahousse-Juárez (*Cantoria, provincia de Almería, Andalucía, España, 15 de agosto de 1952) es una traductora e intérprete y la actual directora de la Dirección General de Traducción del Parlamento Europeo.

## Biografía y trayectoria
Hija de inmigrantes españoles en Bélgica, se graduó en pedagogía en 1972 y obtuvo la diplomatura en traducción e interpretación por el ISTI (Institut Supérieur de Traducteurs et Interprètes) de Bruselas (Bélgica).
Entre 1976 y 1986 ejerció como intérprete independiente y miembro de AIIC (Asociación Internacional de Intérpretes de Conferencia); este último año comenzó a trabajar como intérprete funcionaria en el Parlamento Europeo, dirigiendo la división de interpretación de español (España había entrado en le Comunidad Económica Europea ese mismo año).
Ocupó diversos cargos de importancia durante las décadas siguientes, hasta convertirse en enero de 2007 en directora de la Dirección General de Traducción y Edición del Parlamento Europeo, quedando a su cargo la coordinación de las tareas de traducción y edición entre los 23 idiomas oficiales de la UE con un equipo de 1500 personas.
Sus lenguas de trabajo como traductora per se son el español, el inglés, el francés, el neerlandés y el italiano. Está casada y tiene tres hijos, y entre sus aficiones se encuentran la lectura y la ópera.

## Enlaces
- Ficha de Juana Lahousse-Juárez en el sitio web del Parlamento Europeo.
- Una española será directora general de Traducción en la Eurocámara, artículo aparecido el 14 de diciembre de 2006 en Terra Noticias (enlace roto disponible en Internet Archive; véase el historial, la primera versión y la última)..
- Una cantoriana, directora general de traducción en la Eurocámara, artículo aparecido el 15 de diciembre de 2006 en el diario Ideal.
- Presentación en una conferencia en el Institute of Translators and Interpreters (enlace roto disponible en Internet Archive; véase el historial, la primera versión y la última)., en Londres.

- Datos: Q5953830